# Eleccions al Consell General d'Aran de 2015
Les eleccions per renovar el Consell General d'Aran, format per 13 consellers generals, que elegeixen el Síndic d'Aran, se celebraren el 24 de maig del 2015, coincidint amb les eleccions municipals.

## Candidats
A continuació s'enumeren els candidats a la presidència del Consell General d'Aran, segons els resultats obtinguts:
- Convergència Democràtica Aranesa (CDA): Carles Barrera Sánchez
- Unitat d'Aran-Partit dels Socialistes de Catalunya (UA-PSC): Francés Boya Alòs
- Partit Renovador d'Arties-Garòs (PRAG): José Antonio Bruna Vilanova
- Corròp Quate Lòcs (CQL): Maria Immaculada Maymus Cunillera
- Partit Popular (PP)

## Lemes de campanya
- CDA: Aran, èm era fòrça, èm país (Aran, som la força, som país)
- UA: Per tu, per Aran
- CQL: Toti èm de besonh (Tots som necessaris)

## Resultats
| Eleccions al Consell General d'Aran, 24 de maig de 2015 |                                                                       |                         |                 |                    |                     |                          |                       |
|                                                         |                                                                       |                         |                 |                    |                     |                          |                       |
| Llista electoral                                        | Llista electoral                                                      | Cap de llista           | Vots            | Vots               | Consellers          | Consellers               | Consellers            |
| Llista electoral                                        | Llista electoral                                                      | Cap de llista           | Vots (sufragis) | Vots (percentatge) | Consellers (escons) | Consellers (percentatge) | Diferència consellers |
|                                                         | Convergència Democràtica Aranesa-Partit Nacionalista Aranès (CDA-PNA) | Carlos Barrera          | 1.972           | 41,06              | 7                   | 53,85                    | =                     |
|                                                         | Unitat d'Aran-PSC-Candidatura de Progrés (UA-PSC-CP)                  | Francés Boya            | 2.193           | 45,66              | 5                   | 38,46                    | =                     |
|                                                         | Partit Popular (PP)                                                   |                         | 178             | 3,71               | 0                   | 0                        | =                     |
|                                                         | Corròp Quate Lòcs (CQL)                                               | Maria Immaculada Maymus | 177             | 3,69               | 0                   | 0                        | Nou                   |
|                                                         | Partit Renovador Arties-Garòs (PRAG)                                  | José Antonio Bruna      | 130             | 2,71               | 1                   | 7,69                     | =                     |
| Cens electoral                                          | Cens electoral                                                        | Cens electoral          | 6.967           | 100%               |                     |                          |                       |
| Participació                                            | Participació                                                          | Participació            | 4.867           | 69,86%             |                     |                          |                       |
| Vots vàlids                                             | Vots vàlids                                                           | Vots vàlids             | 4.803           | 98,69%             |                     |                          |                       |
| Vots a candidatures                                     | Vots a candidatures                                                   | Vots a candidatures     | 4.650           | 95,54%             |                     |                          |                       |
| Vots en blanc                                           | Vots en blanc                                                         | Vots en blanc           | 153             | 3,14%              |                     |                          |                       |
| Vots nuls                                               | Vots nuls                                                             | Vots nuls               | 64              | 1,31%              |                     |                          |                       |
| Abstenció                                               | Abstenció                                                             | Abstenció               | 2.100           | 30,14%             |                     |                          |                       |

### Resultats per terçó
| Terçó            |   |   |   |   | PRAG | Total consellers |
| ---------------- | - | - | - | - | ---- | ---------------- |
| Arties e Garòs   | 1 |   | 0 |   | 1    | 2                |
| Castièro         | 2 | 2 | 0 |   |      | 4                |
| Lairissa         | 1 | 0 | 0 |   |      | 1                |
| Marcatosa        | 1 | 0 | 0 |   |      | 1                |
| Pujòlo           | 1 | 1 |   |   |      | 2                |
| Quate Lòcs       | 1 | 2 | 0 | 0 |      | 3                |
| Total consellers | 7 | 5 | 0 | 0 | 1    | 13               |

| Terçó                 |       |       |      |       | PRAG  |
| --------------------- | ----- | ----- | ---- | ----- | ----- |
| Arties e Garòs        | 55,05 |       | 5,59 |       | 34,57 |
| Castièro              | 42,26 | 49,04 | 5,71 |       |       |
| Lairissa              | 49,64 | 44,64 | 3,57 |       |       |
| Marcatosa             | 51,55 | 43,30 | 3,35 |       |       |
| Pujòlo                | 51,42 | 44,66 |      |       |       |
| Quate Lòcs            | 24,69 | 55,70 | 1,72 | 14,52 |       |
| Total percentatge vot | 41,06 | 45,66 | 3,71 | 3,69  | 2,71  |